# Antriade verdâtre
Schiffornis virescens
Espèce
Statut de conservation UICN

 LC  : Préoccupation mineure
L'Antriade verdâtre (Schiffornis virescens) est une espèce de passereaux de la famille des Tityridae.